# Geranium nakaoanum
Geranium nakaoanum là một loài thực vật có hoa trong họ Mỏ hạc. Loài này được H.Hara mô tả khoa học đầu tiên năm 1955.